# Spongilla benguelensis
Spongilla benguelensis är en svampdjursart som beskrevs av Stephens 1919. Spongilla benguelensis ingår i släktet Spongilla och familjen Spongillidae.
Artens utbredningsområde är havet utanför Angola. Inga underarter finns listade i Catalogue of Life.